# 本朝武芸小伝
『本朝武芸小伝』（ほんちょうぶげいしょうでん　本朝武藝小傳）は、江戸時代中期の書物。著者は天道流の達人、日夏弥助繁高。正徳4年（1714年）に完成し、享保元年（1716年）に版行。日本武芸列伝として最古のものである。
別に『干城小伝』ともいい、兵法・諸礼・射術・馬術・刀術・槍術・砲術・小具足・柔術にわたって10巻より構成され、流祖について詳しく述べる。
明和4年（1767年）に版行した『日本中興武術流祖録』以降の武術書は、ほとんど本書を参酌している。

## 関連書籍
- 笹間良彦 『図説日本武道辞典』 柏書房、2003年05月発行 ISBN 4760121609